# کنتور سایانا (پونو)
کنتور سایانا (به اسپانیایی: Kuntur Sayana) یک کوه در پرو است که در Peru, Puno Region, Lampa Province واقع شده‌است. کنتور سایانا ۵٬۰۰۰ متر بالاتر از سطح دریا واقع شده‌است.